# Карл Вайкхард фон Ауершперг
Карл Вайкхард фон Ауершперг (на немски: Karl Weikhard Graf von Auersperg; * 4 август 1630, Ротенхауз, Долна Австрия; † 15 ноември 1685, дворец Пургщал на река Ерлауф, Долна Австрия) е от 1673 г. граф от австрийския род Ауершперг.

## Произход и наследство
Той е третият син на фрайхер Волфганг Вайкхарт фон Ауершперг (1583 – 1665) и съпругата му фрайин Анна Зецима де Зецимова-Аусти от Усти († 1664), дъщеря на Ян/Йохан Зецима де Зецимова-Аусти († 1617) и Сибила Пенцик фон Пентцинг. Най-малкият му брат е граф Волфганг Максимилиан фон Ауершперг (1633 – 1705).
Фамилията Ауершперг купува през 1492 г. замък Пургщал на река Ерлауф и го престроява на ренесансов дворец. През 1568 г. дворецът се дели между католическия и протестантския клон на собствениците. Северната част е на католическия фамилен клон, който веднага се нарича „Нойшлос“, а южната част на протестантския фамилен клон се нарича „Алтшлос“.
Карл Вайкхард фон Ауершперг е издигнат на граф на 15 юли 1673 г.

## Фамилия
Карл Вайкхард фон Ауершперг се жени на 25 април 1662 г. за графиня Мария Магдалена Хенкел фон Донерсмарк (* 1633, Одерберг; † 3 декември 1692, Пургщал), дъщеря на граф Елиас Хенкел фон Донерсмарк († 1667) и фрайин Анна Мария фон Пуххайм (1608 – 1634). Те имат 11 деца:
- Волфганг Вайкхард (1663 – 1663)
- Волфганг Енгелберт фон Ауершперг (* 19 януари 1664; † 31 декември 1723), женен I. 1687 г. за фрайин Маргарета Констанция фон Дитрихщайн († 15 февруари 1703), II. 1703 г. за първата си братовчедка графиня Анна Емеренция София фон Ауершперг (* 25 октомври 1676; † 25 септември 1747, Кирхберг), дъщеря на чичо му Волфганг Максимилиан фон Ауершперг; има общо 8 деца
- Карл Йозеф (* 1665)
- Волфганг Матиас (* 1667)
- Максимилиан Лудвиг (1668 – 1702), женен 1692 г. за фрайин Мария Цецилия фон Хакелберг († 1710); имат 3 деца
- Зигмунд Готфрид (*/† 1672)
- Рудолф Кристиан (*/† 1674)
- Мария Клара (* 1666)
- Мария Бенигна (1670 – 1671)
- Сузана (*/† 1671)
- Ева Кристиана (*/† 1675)